# SpongeBob SquarePants: The Cosmic Shake

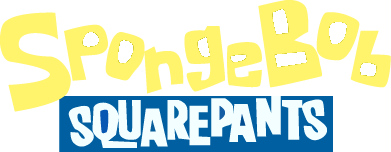
Logo.

SpongeBob SquarePants: The Cosmic Shake es un juego desarrollado por Purple Lamp Studios y publicado por THQ Nordic. Se basa en la serie animada de Nickelodeon SpongeBob SquarePants y se lanzó para Nintendo Switch, PlayStation 4, Windows y  Xbox One el 31 de enero de 2023.

## Jugabilidad
The Cosmic Shake es un juego de plataformas en 3D. Como SpongeBob, el jugador navega a través de varios mundos temáticos distintivos, conocidos como ''Wish Worlds" dentro del juego, con la ayuda de Patrick, quien se transformó en un globo. A lo largo del juego, Bob Esponja aprende una variedad de habilidades de combate y transversales, que incluyen: Spin Attack, Glide, Karate Kick y Fishhook Swing .

## Argumento
Durante una visita al parque temático de Glove World, Bob Esponja y Patrick se encuentran con Madame Kassandra, una sirena adivino que les vende una botella de "jabón de burbujas mágicas" que puede hacer realidad sus sueños. Después de comprar el jabón y regresar a casa, Bob Esponja hace burbujas para hacer realidad los sueños de sus amigos. Patrick luego lee la etiqueta de la botella para descubrir que en realidad es una botella de Mermaid Tears y es propiedad del Rey Neptune, no para ser utilizada por los mortales. Las burbujas de Bob Esponja luego causan caos cuando abre un portal y succiona edificios y sus amigos en varios "Wish Worlds" mientras cubre Bikini Bottom en una sustancia llamada Cosmic Jelly, los componentes básicos de la realidad.
Bob Esponja y Patricio, que se ha transformado en un globo, atraviesan los siete Mundos de los Deseos para salvar a sus amigos y a Fondo de Bikini con la ayuda de Madame Kassandra, quien le da a Bob Esponja un disfraz cósmico para cada mundo que visita a cambio. para Jalea Cósmica. Sin el conocimiento de Bob Esponja y Patricio, Madame Kassandra tiene sus propias intenciones malvadas. Las ubicaciones dentro del juego incluyen: Bikini Bottom, Wild West Jellyfish Fields, Karate Downtown Bikini Bottom, Pirate Goo Lagoon, Halloween Rock Bottom, Prehistoric Kelp Bosque, Medieval Sulphur Fields y Jelly Glove World.
Después de rescatar a sus amigos y darle gelatina a Kassandra de todos los Mundos de los Deseos, interviene el Rey Neptuno. El Rey Neptuno está furioso con Bob Esponja por ayudar sin saberlo a Kassandra en sus planes porque le explica que ella robó la Burbuja.
Jabón de él, y que ella nunca representó ningún peligro real hasta que Bob Esponja la ayudó. Kassandra luego atrapa a Neptune y proclama su plan para apoderarse del océano. Calamardo interrumpe y le grita a Bob Esponja por todo lo que le ha pasado. Kassandra usa la Gelatina Cósmica para convertir a Calamardo en un monstruo de gelatina y lo usa para tratar de destruir a Bob Esponja y Patricio. Después de derrotar a Kassandra, Calamardo y Patricio vuelven a la normalidad y el Rey Neptuno es liberado. Neptune luego usa la Gelatina Cósmica para deshacer el daño que Bob Esponja ha causado. En agradecimiento por salvar a todos, el Rey Neptuno le da un deseo a Bob Esponja, pero Patricio desea "hacer todo de nuevo", lo que hace que Fondo de Bikini vuelva a su estado caótico.

## Desarrollo y lanzamiento
The Cosmic Shake fue desarrollado por Purple Lamp Studios, quienes anteriormente habían desarrollado el título SpongeBob SquarePants: Battle for Bikini Bottom – Rehydrated (2020). Conceptualizado como un secuela espiritual de  Rehidratado, el proyecto recibió luz verde tras el éxito comercial de ese juego. Mientras que Battle for Bikini Bottom tenía tres personajes jugables, Bob Esponja, Patrick y Sandy, cada uno con uno o más personajes especiales. habilidades, Purple Lamp decidió tener un solo personaje jugable en Bob Esponja, que tiene múltiples habilidades especiales en The Cosmic Shake. Los disfraces desbloqueables se han convertido en un enfoque central del juego. THQ Nordic presentó un nuevo tráiler con jugabilidad al final de su exhibición de juegos en agosto de 2022. Se presentó una demostración jugable del juego en Gamescom 2022. Más tarde en septiembre, durante una presentación de Nintendo Direct, se reveló que el juego se lanzaría en 2023.
The Cosmic Shake se lanzó para Nintendo Switch, PlayStation 4, Windows y Xbox One el 31 de enero de 2023. Se lanzó una edición física limitada, la "Edición BFF", el todas las plataformas, e incluye una estatua de Bob Esponja, un Patricio inflable, un amuleto con collar, pelotas que rebotan en miniatura, manteles individuales, "Disfraz Pack" DLC y una caja especial.

## Recepción
SpongeBob SquarePants: The Cosmic Shake recibió reseñas "mixtas o promedio", según agregador de reseñas Metacritic.